# Арнольд (Меріленд)
Арнольд (англ. Arnold) — переписна місцевість (CDP) в США, в окрузі Енн-Арундел штату Меріленд. Населення — 24 064 особи (2020).

## Географія
Арнольд розташований за координатами 39°2′34″ пн. ш. 76°29′49″ зх. д. / 39.04278° пн. ш. 76.49694° зх. д. (39.042880, -76.496874).  За даними Бюро перепису населення США в 2010 році переписна місцевість мала площу 35,10 км², з яких 28,02 км² — суходіл та 7,08 км² — водойми.

## Демографія
Згідно з переписом 2010 року, у переписній місцевості мешкало 23 106 осіб у 8419 домогосподарствах у складі 6343 родин. Густота населення становила 658 осіб/км².  Було 8766 помешкань (250/км²).
Расовий склад населення:
| - 88,7 % — білих - 5,2 % — чорних або афроамериканців - 2,4 % — азіатів - 0,2 % — корінних американців - 1,2 % — осіб інших рас |

До двох чи більше рас належало 2,3 %. Частка іспаномовних становила 4,0 % від усіх жителів.
За віковим діапазоном населення розподілялося таким чином: 25,3 % — особи молодші 18 років, 62,8 % — особи у віці 18—64 років, 11,9 % — особи у віці 65 років та старші. Медіана віку мешканця становила 40,9 року. На 100 осіб жіночої статі у переписній місцевості припадало 94,4 чоловіків;  на 100 жінок у віці від 18 років та старших — 92,6 чоловіків також старших 18 років.
Середній дохід на одне домашнє господарство  становив 126 744 долари США (медіана — 107 877), а середній дохід на одну сім'ю — 141 029 доларів (медіана — 122 533). Медіана доходів становила 81 604 долари для чоловіків та 56 179 доларів для жінок. За межею бідності перебувало 4,7 % осіб, у тому числі 3,1 % дітей у віці до 18 років та 7,8 % осіб у віці 65 років та старших.
Цивільне працевлаштоване населення становило 12 117 осіб. Основні галузі зайнятості: освіта, охорона здоров'я та соціальна допомога — 23,9 %, науковці, спеціалісти, менеджери — 17,1 %, роздрібна торгівля — 10,9 %, публічна адміністрація — 10,2 %.